# Nototriche acaulis
Nototriche acaulis är en malvaväxtart som först beskrevs av Antonio José Cavanilles, och fick sitt nu gällande namn av Krapovickas. Nototriche acaulis ingår i släktet Nototriche och familjen malvaväxter. Inga underarter finns listade i Catalogue of Life.